# Pikavere
Pikavere es una localidad situada en el municipio de Raasiku, en el condado de Harju, Estonia. Según el censo de 2021, tiene una población de 58 habitantes.
Está ubicada en el centro del condado, a poca distancia al sur de Tallin y cerca del río Pirita.